# Daniel Dagallier
Robert Daniel Marie Alfred François Dagallier (Trévoux, 1926. június 11. –) világbajnok, olimpiai bronzérmes francia párbajtőrvívó.